# Trismegistia complanatula
Trismegistia complanatula är en bladmossart som beskrevs av C. Müller in Brotherus 1908. Trismegistia complanatula ingår i släktet Trismegistia och familjen Sematophyllaceae. Inga underarter finns listade i Catalogue of Life.